# Iglesia de Nuestra Señora de Altabás
La iglesia de Nuestra Señora de Altabás es una iglesia parroquial católica situada en el barrio Zaragozano del Arrabal en la calle Sobrarbe número 10. Es el templo principal de la parroquia de Altabás.

## Historia
Esta iglesia, construida por Fernando de Yarza entre los años 1890 y 1892, sobre un proyecto anterior de 1858 de José de Yarza, vino a sustituir a una anterior iglesia de nuestra Señora de Altabás que se encontraba más cercana al Puente de Piedra y que fue destruida durante los sitios de Zaragoza.

## Descripción
Cuenta con una sobria fachada con dos pequeñas torres en los laterales y el cuerpo central está rematado por un frontón triangular. La puerta de acceso es adintelada y encima, centrado, hay un luneto semicircular de medio punto. En la fachada no hay decoración alguna y sólo queda rota por dos cornisas que marcan los cuerpos de la fachada. 
En el interior la distribución es de planta basilical de tres naves, siendo la central más elevada que las laterales y cubierta por bóveda de lunetos.
Lo más destacable en su interior es el Cristo de Fuenterrabía y una talla de San Gregorio Magno, patrón del Arrabal, siendo el resto de las tallas del siglo XIX.

## Cristo de Fuenterrabía
En 1638 en el marco de la Guerra de los Treinta Años,  tropas francesas al mando del Príncipe de Condé sitiaron la ciudad de Fuenterrabía y al rescate acudieron tropas aragonesas al mando del capitán Pablo Francés de Urritigoiti, Barón de Montevilla. Al finalizar la batalla, entre los despojos se encontró la imagen de un Santo Cristo horriblemente mutilado. El capitán Pablo Francés de Urritigoiti lo pidió, se le concedió y lo trajo a Zaragoza. Mando restaurarlo y lo colocaron en una lujosa capilla del el convento de San Lázaro. Tras la desamortización, pasó a la iglesia de Altabás. Tiene fama de milagroso desde antiguo y forma parte de la denominada "Ruta de los tres Cristos", junto al del Pilar y al de La Seo.

## Catalogación
Se encuentra inscrita en el Inventario del Patrimonio Cultural Aragonés por lo que según la ley 3/1999 de 10 de marzo del Patrimonio Cultural Aragonés tiene la protección de Bien inventariado del patrimonio cultural aragonés.